# Òrbita síncrona
Una òrbita síncrona o sincrònica és una òrbita en què el període orbital del cos orbitant (normalment un satèl·lit) és igual al període de rotació del cos al voltant del qual orbita (normalment un planeta) i, a més, orbita en el mateix sentit que aquest cos.
Un satèl·lit en una òrbita síncrona que a més sigui equatorial i circular apareixerà suspès i immòbil en un punt sobre l'equador del planeta orbitat. Tanmateix, una òrbita síncrona no necessàriament ha de ser equatorial ni circular. Un cos en una òrbita síncrona no equatorial apareixerà oscil·lant de nord a sud al voltant d'un punt sobre l'equador del planeta, mentre que un cos en una òrbita el·líptica semblarà que oscil·la d'est a oest. Per a un observador situat en el cos orbitat o central, la combinació d'aquests dos moviments produeix una figura amb forma de vuit.
Una òrbita síncrona al voltant de la Terra s'anomena òrbita geosíncrona. Si, a més, aquesta és equatorial i circular s'anomena òrbita geoestacionària.
Una òrbita síncrona al voltant del Sol s'anomena òrbita heliosíncrona.
Aquesta última, no s'ha de confondre amb l'òrbita polar heliosíncrona que és una òrbita geocèntrica que manté fixa la seva orientació relativa amb el Sol, de manera que l'angle entre el pla de l'òrbita i l'eix Terra-Sol es manté constant al llarg de l'any.